# Coração (distrito do Império Sassânida)
Coração (em persa médio: ; romaniz.: Xwarāsān) foi um dos quatro distritos fronteiriços (custes) do Império Sassânida, formados no reinado do xá Cosroes I (r. 531–579). O Coração foi comandado por um aspabedes de um dos sete clãs partas. Ao aspabedes nomeado do custe foi dado o título de aspabides. O nome Coração em persa médio é uma combinação de khwar ("sol") e āsān (de āyān, que significa literalmente "vir", "vindo" ou "prestes a vir"). Ao menos dois aspabedes do Coração são conhecidos: Burzemir e Chir Burzém.